# 釧路外環状道路
釧路外環状道路（くしろそとかんじょうどうろ）は、北海道の釧路市鶴野（釧路西IC）から釧路郡釧路町上別保（釧路別保IC）に至る総延長 16.8キロメートル (km) の自動車専用道路（北海道横断自動車道に並行する一般国道自動車専用道路〈A'路線〉）である。略称は釧路外環（くしろそとかん）。
高速道路ナンバリングによる路線番号は、釧路西IC - 釧路東IC間は「E38」が、釧路東IC - 釧路別保IC間は「E44」が割り振られている。
2024年（令和6年）12月22日に道東自動車道の阿寒IC - 釧路西IC間が開通、それに先立ち、2024年9月12日より全区間の道路名称が道東自動車道に変更され、釧路外環状道路の名称は今後は案内上は使用されなくなった。

## 概要
釧路市街における交通混雑及び交通事故の低減による道路交通の定時性、安全性の向上を目的とし、国道38号及び国道44号のバイパスとして建設された自動車専用道路である。
釧路西ICで北海道横断自動車道および国道38号バイパス釧路新道と接続し、道央圏や十勝圏と釧路・根室圏を結ぶ高規格幹線道路網の一部機能を代替するとともに、釧路市の東西を結ぶ広域環状道路を形成する。2024年（令和6年）12月22日に道東自動車道の阿寒IC - 釧路西IC間が開通、それに先立ち、2024年9月12日より全区間の道路名称が道東自動車道に変更された。

### 路線データ
- 起点：北海道釧路市鶴野（釧路西IC）[4]
- 終点：北海道釧路郡釧路町字別保（釧路別保IC）[4]
- 全長：16.8 km[4]
- 規格：第1種第2級[4]
- 設計速度：100 km/h[4]
- 道路幅員：暫定12.0 m（完成23.5 m）[4]
- 車線幅員：3.5 m[4]
- 車線数：暫定2車線（完成4車線）[4]

## 歴史
- 1995年（平成7年）度：事業化[4]
- 1998年（平成10年）度：都市計画決定及び着工[4]
- 2016年（平成28年）3月12日 : 釧路西IC - 釧路東IC間開通[5][6][7]。
- 2019年（平成31年）3月9日：釧路東IC - 釧路別保IC間開通[8]。
- 2024年（令和6年）
  - 9月12日：令和6年度内に道東自動車道の阿寒IC - 釧路西IC間が開通することに伴い、釧路外環状道路 釧路西IC - 釧路別保IC間の道路名称を「一般国道38号・44号 釧路外環状道路」から「道東自動車道」に変更すると発表。案内標識の更新等は同月中旬以降に実施[3]。
  - 12月22日：道東自動車道の阿寒IC - 釧路西IC間が開通[9]。

## インターチェンジ
- 全区間北海道内に所在。
- 略語として、ICはインターチェンジを示す。
- 本線上におけるキロポストの距離数には、数字の前に「E」の表記が存在する。
- IC番号は、道東自動車道から通しで付けられている。

| IC 番号          | 施設名     | 接続路線名               | 千歳恵庭 から （km） | 釧路西 から （km） | 備考                                | 所在地         | 所在地       |
| ---------------- | ---------- | ------------------------ | -------------------- | ------------------ | ----------------------------------- | -------------- | ------------ |
| E38 道東自動車道 |            |                          |                      |                    |                                     |                |              |
| 18               | 釧路西IC   | 国道38号（釧路新道）     | 259.1                | 0.0                |                                     | 釧路総合振興局 | 釧路市       |
| 19               | 釧路中央IC | 釧路市道柳橋通           | 265.0                | 5.9                | 帯広方面への入口 根室方面からの出口 | 釧路総合振興局 | 釧路市       |
| 19               | 釧路中央IC | 釧路市道共栄橋通         | 266.1                | 7.0                | 帯広方面からの出口 根室方面への入口 | 釧路総合振興局 | 釧路市       |
| 20               | 釧路東IC   | 国道391号                | 268.8                | 9.7                |                                     | 釧路総合振興局 | 釧路郡釧路町 |
| 21               | 釧路別保IC | 国道272号 釧路中標津道路 | 275.9                | 16.8               |                                     | 釧路総合振興局 | 釧路郡釧路町 |
| E44 別保尾幌道路 |            |                          |                      |                    |                                     |                |              |

## 路線状況

### 車線・最高速度
| 区間                  | 車線 上下線=上り線+下り線 | 最高速度 |
| --------------------- | ------------------------- | -------- |
| 釧路西IC - 釧路別保IC | 2=1+1 （暫定2車線）       | 70 km/h  |

※ 全区間が暫定2車線である。

### 道路施設

#### 主な橋
| 構造物名   | 延長  | 区間                  | 備考               |
| ---------- | ----- | --------------------- | ------------------ |
| 新釧路大橋 | 733 m | 釧路西IC - 釧路中央IC | 新釧路川に架かる橋 |
| 雪裡大橋   | 235 m | 釧路中央IC - 釧路東IC | 旧雪裡川に架かる橋 |
| 中飛大橋   | 258 m | 釧路中央IC - 釧路東IC | 釧路川に架かる橋   |

※ 全区間が暫定2車線の対面通行であるため、上下線で1つの橋になっている。

### 道路管理者
- 国土交通省
  - 北海道開発局 釧路開発建設部
    - 釧路道路事務所 : 全線

### 交通量
24時間交通量（台） 道路交通センサス
| 区間                  | 令和3（2021）年度 |
| --------------------- | ----------------- |
| 釧路西IC - 釧路中央IC | 14,123            |
| 釧路中央IC - 釧路東IC | 09,497            |
| 釧路東IC - 釧路別保IC | 05,594            |

（出典：「令和3年度全国道路・街路交通情勢調査」（国土交通省ホームページ）より一部データを抜粋して作成）
- 令和2年度に実施予定だった交通量調査は新型コロナウイルス感染症の影響で延期され[11]、翌年度に実施された。

## 地理

### 通過する自治体
- 北海道
  - 釧路総合振興局管内
    - 釧路市 - 釧路郡釧路町

### 接続する高速道路
- E38 道東自動車道（釧路西ICで直結）
- E44 別保尾幌道路（釧路別保ICで直結予定）